# Султан (мыс)
Мыс Султан (азерб. Sultan burnu) или мыс Зых (азерб. Zığ burnu) — мыс в Азербайджане, в южной части Апшеронского полуострова. Расположен на берегу Каспийского моря, в восточной части Бакинской бухты.
Мыс сложен из извястняка, глины и песка. Поверхность покрыта песком.
На мысе Султан расположен посёлок Зых.